# Julio Bulacio
Julio César Bulacio (San Felipe y Santa Bárbara, Tucumán, Argentina, 10 de diciembre de 1952) es un exfutbolista argentino que jugaba como delantero.

## Trayectoria

### Atlético Tucumán
Bulacio se inició futbolísticamente en su natal Lules. En el año 1976 viajó a la Capital Tucumana y se sumó a Atlético Tucumán. Con el decano disputó el Nacional 1976.

### Altos Hornos Zapla
En 1977 se mudó a Jujuy, para jugar en Altos Hornos Zapla. En 1978 se coronó campeón de la Liga Jujeña y jugó el Nacional 1978. En 1983 volvió al club.

### Gimnasia y Tiro
En 1979 pasó a Gimnasia y Tiro. Participó en el debut del club salteño en la Primera División.

### Gimnasia de Jujuy
En 1980 se sumó a Gimnasia de Jujuy. Con el lobo se consagró bicampeón jujeño en 1980 y 1981. Jugó en Gimnasia hasta 1982.

### Emelec
Tuvo su primera experiencia en el extranjero, cuando se mudó a Ecuador, para jugar en Emelec. Jugó en los azules en 1982.

## Clubes
| Club               | País      |
| ------------------ | --------- |
| Atlético Tucumán   | Argentina |
| Altos Hornos Zapla | Argentina |
| Gimnasia y Tiro    | Argentina |
| Gimnasia de Jujuy  | Argentina |
| Emelec             | Ecuador   |

## Palmarés
| Título      | Equipo             | País      | Año  |
| ----------- | ------------------ | --------- | ---- |
| Liga Jujeña | Altos Hornos Zapla | Argentina | 1978 |
| Liga Jujeña | Gimnasia de Jujuy  | Argentina | 1980 |
| Liga Jujeña | Gimnasia de Jujuy  | Argentina | 1981 |